# Zinaida Sendriūtė
Zinaida Sendriūtė, née le 20 décembre 1984 à Skuodas, est une athlète lituanienne, spécialiste du lancer de disque.

## Biographie
Son meilleur lancer est de 60,70 mètres (précédé par un 60,48 m) à Barcelone en juillet 2010, lorsqu'elle termine 5e des championnats d'Europe, qui améliore son précédent jet de 60,21 m, réussi en juin 2009 à Šiauliai. Le 4 juin 2011, elle améliore encore cette marque en réalisant 62,00 m à Bydgoszcz lors de l'European Athletics Festival, puis en 62,49 m pour remporter la médaille d'argent lors de l'Universiade d'été 2011 à Shenzhen.
Aux Jeux olympiques de 2012, initialement neuvième du lancer du disque, elle est reclassée huitième après la disqualification pour dopage de la Russe Darya Pishchalnikova,.
Le 10 juillet 2016, elle se classe 13e des Championnats d'Europe d'Amsterdam avec 56,17 m.

## Palmarès
| Année | Compétition                          | Lieu             | Résultat | Marque  |
| ----- | ------------------------------------ | ---------------- | -------- | ------- |
| 2010  | Championnats d'Europe                | Barcelone        | 5e       | 60,70 m |
| 2011  | Universiade                          | Shenzhen         | 2e       | 62,49 m |
| 2011  | Championnats du monde                | Daegu            | 11e      | 57,30 m |
| 2012  | Jeux olympiques                      | Londres          | 8e       | 61,68 m |
| 2013  | Championnats d'Europe par équipes    | Kaunas           | 2e       | 63,03 m |
| 2013  | Championnats du monde                | Moscou           | 9e       | 62,54 m |
| 2013  | Ligue de diamant                     | Ligue de diamant | 4e       | détails |
| 2014  | Championnats d'Europe                | Zurich           | 6e       | 60,65 m |
| 2015  | Championnats d'Europe par équipes    | Heraklion        | 1re      | 60,51 m |
| 2016  | Championnats d'Europe                | Amsterdam        | 13e      | 56,17 m |
| 2016  | Jeux olympiques                      | Rio de Janeiro   | 10e      | 61,89 m |
| 2017  | Coupe d'Europe hivernale des lancers | Grande Canarie   | 12e      | 52,70 m |
| 2017  | Championnats d'Europe par équipes    | Tel Aviv         | 3e       | 53,20 m |
| 2017  | Championnats du monde                | Londres          | finale   | NM      |
| 2021  | Coupe d'Europe des lancers           | Split            | 10e      | 56,73 m |

## Records
| Épreuve          | Performance  | Lieu    | Date         |
| ---------------- | ------------ | ------- | ------------ |
| Lancer du disque | 65,83 m (NR) | Tallinn | 21 juin 2014 |